# Cornicephalus jilinensis
Cornicephalus jilinensis là một loài nhện trong họ Linyphiidae. Chúng được Michael Ilmari Saaristo & Jörg Wunderlich miêu tả năm 1995, và chỉ được tìm thấy ở Trung Quốc.